# ホルヘ・パルド (ミュージシャン)

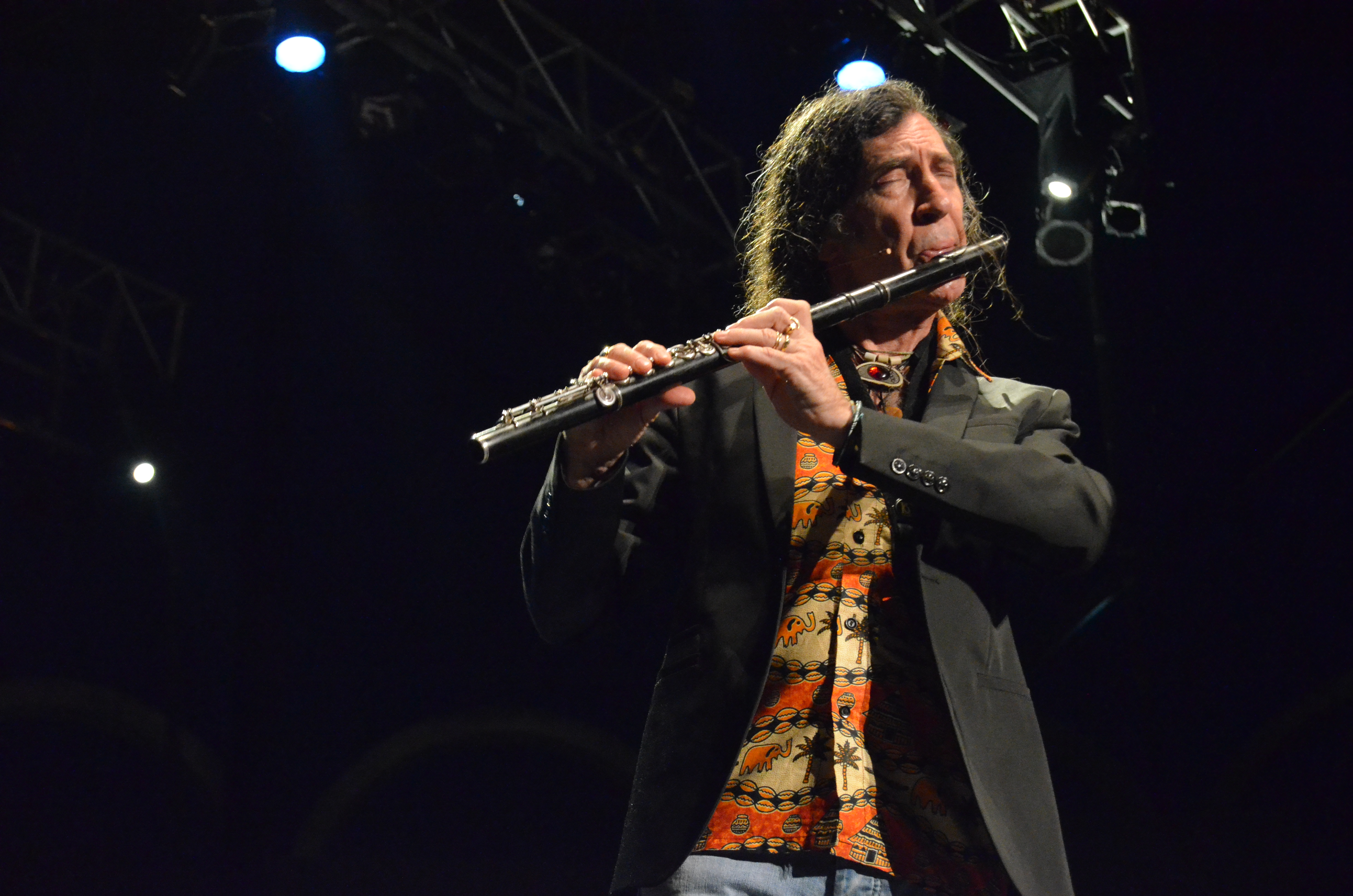
フルートを吹くホルヘ・パルド

ホルヘ・パルド（Jorge Pardo、1956年12月1日 - ）は、スペイン・マドリード生まれのフルート奏者、サクソフォーン奏者で、1990年代にマイルストーン・レコードからリリースしたアルバムで知られている。著名なフラメンコ・ギタリスト、パコ・デ・ルシアのサイド・ミュージシャンを務めたほか、アメリカ・ジャズ界のレジェンド、チック・コリアのサイド・ミュージシャンも務めた。時折、アル・アンダルス・アンサンブルに加わって演奏している。

## ディスコグラフィ

### リーダー・アルバム
- Jorge Pardo (1982年、Blau)
- El canto de los Guerreros (1984年、Linterna)
- 『ア・ミ・アイレ』 - A Mi Aire (1987年、Nuevos Medios)
- In a Minute (1991年、Milestone)
- 『ラス・シガラス・ソン・キサ・ソルダス (セミはたぶん耳がきこえない)』 - Las cigarras son quizá sordas (1991年、Milestone)
- 『運命にむかって』 - Veloz hacia su sino (1993年、Milestone)
- 『10のパコ』 - 10 de Paco (1995年、Milestone) ※with チャノ・ドミンゲス
- 2332 (1997年、Nuevos Medios)
- Mira (2001年、Nuevos Medios)
- 20 años de Altxerri - en directo (2003年) ※with イナキ・サルヴァドール
- Vientos Flamencos (2005年、Manantial de Músicas)
- Vientos Flamencos 2 (2009年、Flamenco World Music)
- Huellas (2012年)
- Puerta del Sol (2013年)
- Historias De Radha Y Krishna (2014年)
- Djinn (2016年)
- Brooklyn Sessions (2020年) ※with ギル・ゴールドスタイン

### 参加アルバム
- パコ・デ・ルシア : 『道』 - Sólo quiero caminar (1981年)
- パコ・デ・ルシア・セクステット : 『ワン・サマー・ナイト/パコ・デ・ルシア・ライヴ』 - Live... One Summer Night (1984年)
- Various Artists : The Rough Guide to Flamenco (1997年、World Music Network)
- ミシェル・ビスムート : Ur (1997年、Al Sur)
- チック・コリア : 『アルティメット・アドヴェンチャー』 - The Ultimate Adventure (2006年)
- チック・コリア : 『ザ・スパニッシュ・ハート・バンド』 - Antidote (2019年)